# Tarsiphantes latithorax
Tarsiphantes latithorax är en spindelart som beskrevs av Embrik Strand 1905. Tarsiphantes latithorax ingår i släktet Tarsiphantes och familjen täckvävarspindlar. Inga underarter finns listade i Catalogue of Life.